# Dommitzsch
Dommitzsch ist eine Stadt im Landkreis Nordsachsen in Sachsen (Deutschland). Sie ist erfüllende Gemeinde der Verwaltungsgemeinschaft Dommitzsch.

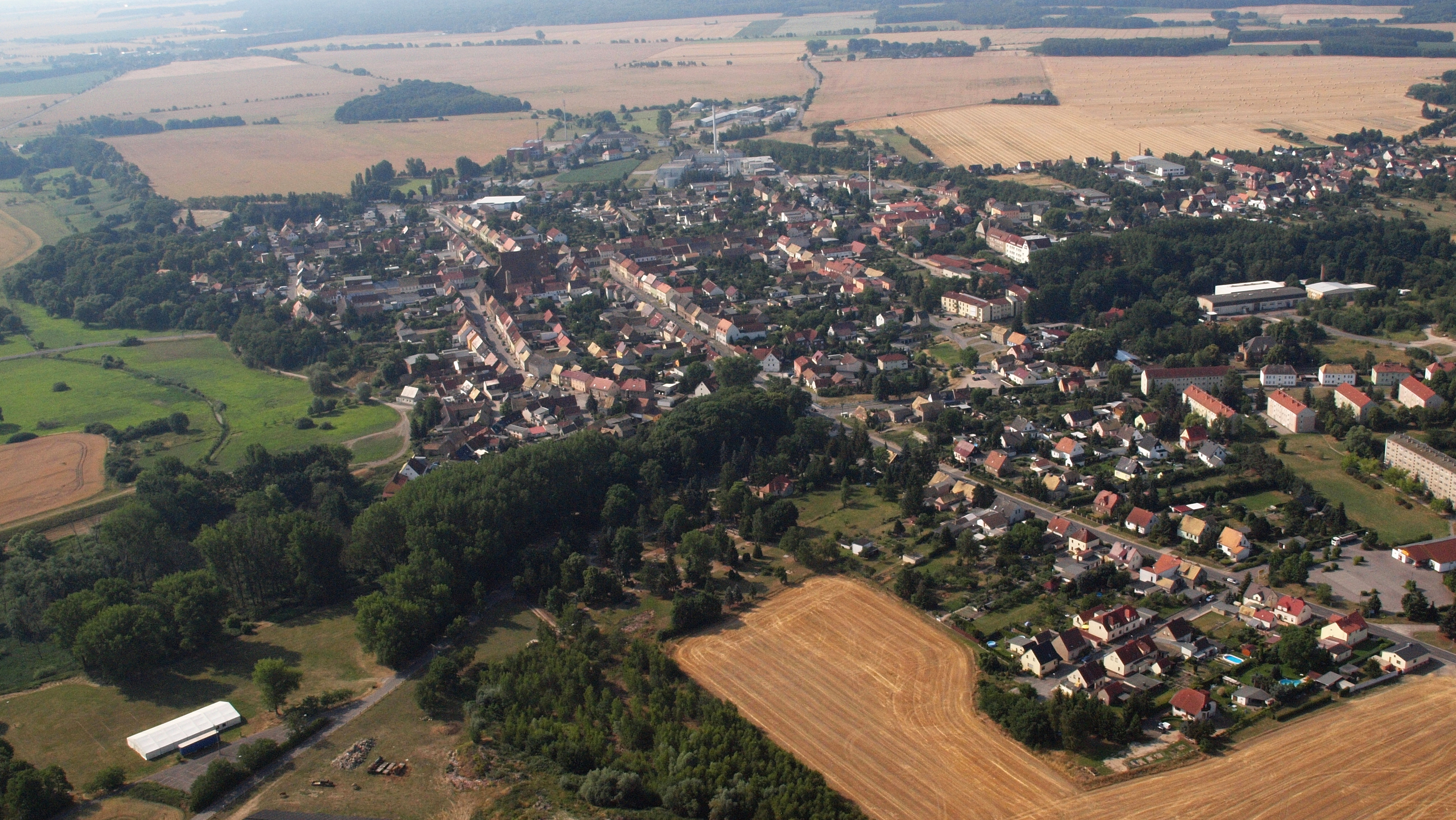
Luftaufnahme (2015)

## Geographie

### Lage
Dommitzsch, 83 Meter über dem Meeresspiegel und einen Kilometer westlich der Elbe gelegen, ist die nördlichste Stadt des Landkreises Nordsachsen und des Freistaates Sachsen. Dommitzsch liegt nahe dem Dreiländereck Sachsen, Brandenburg und Sachsen-Anhalt auf einer kleinen Anhöhe am linken Ufer der Elbe. Aus der westlich liegenden Dübener Heide kommend, fließt hier der Grenzbach in die Elbe.

### Gemeindegliederung
Die Stadt besteht neben dem Kernort aus den vier Ortsteilen Mahlitzsch, Greudnitz, Proschwitz und Wörblitz.

## Geschichte

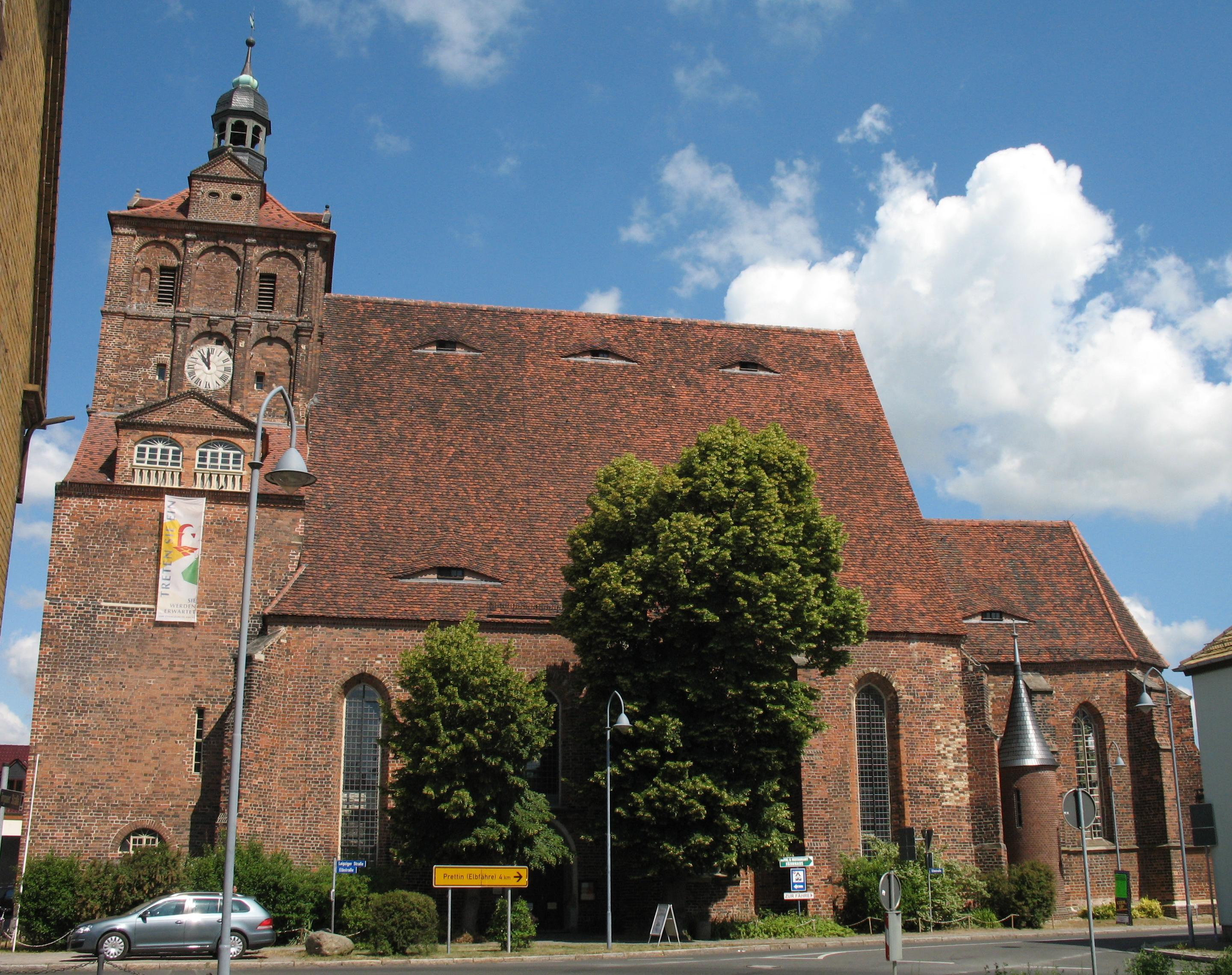
Kirche St. Marien

Dommitzsch galt lange Zeit als alter Grenzort der ehemaligen Mark Meißen. Der Linguist Ernst Eichler und der Namenkundler Hans Walther halten die Klärung der Herkunft des Ortsnamens für schwierig. Der altsorbische Name Dmuci könnte vom Verb duti (für blasen, wehen) kommen und für die windige Lage an der Elbe auf einem hohen Ufer stehen.
Als ältester Beweis einer Besiedlung gilt ein Werkzeugfund aus der Jungsteinzeit (etwa 3000 bis 2000 v. Chr.). Urnenfunde belegen weiterhin eine frühe Besiedlung im Raum Dommitzsch zur Zeit der Lausitzer Urnenfelderkultur (etwa 1400 v. Chr.). Aus der Eisenzeit liegen ebenfalls Siedlungsspuren vor.
Während der Völkerwanderung gelangten slawische Stämme auch in den nordsächsischen Raum, sodass ab dem 7. Jahrhundert eine durchgehende slawische Besiedlung gegeben war. Dommitzsch entwickelte sich zu einem slawischen Hauptort, der im Schutz einer Burganlage (Osterberg) lag. Eine weitere slawische Burganlage befand sich auf dem Aueberg bei Dommitzsch.
Infolge der Kriegszüge Heinrichs I. kam Dommitzsch um 929 in deutschen Besitz; es wurde ein deutscher Burgwardort. Dommitzsch gehörte zunächst zum „Comitatu Brennensis“ (Grafschaft Brehna), nach 968 zur Markgrafschaft Meißen.
Die Stadt entwickelte sich in den Anfängen (10./11. Jahrhundert) um die Burganlage auf dem Osterberg. Dort wurde auch die erste Kirche (Martinikirche) erbaut. Ein planmäßiger Ausbau der Stadt erfolgte im 12./13. Jahrhundert in westlicher Richtung um den heutigen Stadtkern. Dabei wurden auch die zweite Kirche sowie Stadttore und Wallgraben errichtet.
Im Jahr 965 wurde „Dumoz“ in einer Urkunde erwähnt, deren Echtheit jedoch bezweifelt wird. Eine weitere Erwähnung findet sich in einer Urkunde von 981, in der Otto I. Dommitzsch mit Burg und Nachbarorten dem Kloster Memleben schenkte. Elf Jahre später, 992, gelangten Burg und Bezirk Dommitzsch wieder unter kaiserliche Herrschaft. Im Jahre 1004 wurde Dommitzsch bei der Schenkung des „Honigzehenten“ durch Heinrich II. auch „Dumuz“ genannt. In den Jahren 1219 und 1223 wurde die Provinz „Domitz“ (Domuts) genannt. Heinrich III., Markgraf zu Meißen stiftete 1223 die Komturei des Deutschen Ordens in Dommitzsch. Heinrich I. von Brandenburg schenkte seiner Tochter im Jahr 1298 Schloss und Stadt Dommitzsch als Heiratsgut. Damit erfolgte die erste urkundliche Erwähnung von Dommitzsch als Stadt. Nach der Leipziger Teilung kam die Stadt 1485 zur Ernestinischen Linie, etwa sechzig Jahre später im Jahr 1547 nach der Schlacht bei Mühlberg zur Albertinischen Linie.
Bedeutende Zerstörungen der Stadt erfolgten im Hussitenkrieg (1429/30) und im Dreißigjährigen Krieg.
Bis ins 19. Jahrhundert war Dommitzsch von Ackerbau und Handwerk geprägt, es dominierten Töpfer und Leineweber. Bedeutende industrielle Neuerungen waren die Errichtung eines Tonrohrwerkes 1873, der Bau einer Tonwarenfabrik 1910 und die Eröffnung der Margarinefabrik im Jahr 1925.
Ab 1815 gehörte Dommitzsch zur Provinz Sachsen in Preußen.
Im Nationalsozialismus war Dommitzsch Sitz eines Außenlagers des KZ Buchenwald. 750 aus dem KZ Bergen-Belsen verlegte Jüdinnen leisteten Zwangsarbeit für die Westfälisch-Anhaltische Sprengstoff AG. Bei der Evakuierung des Lagers durch die Schutzstaffel kamen viele von ihnen zu Tode. Das Lager wurde nach dem Krieg komplett abgerissen, und heute findet sich kein Hinweis mehr im Ort.
Nach dem Ende des Zweiten Weltkrieges 1945 gehörte Dommitzsch zur neuen Provinz Sachsen-Anhalt (seit Juli 1947: Land Sachsen-Anhalt) in der sowjetischen Besatzungszone. Nach der Gründung der DDR 1949 erfolgte im Juli 1952 eine Verwaltungsreform im Land, die Dommitzsch dem Kreis Torgau im Bezirk Leipzig zuschlug.
Am 20. Juli 1950 wurde die bis dahin eigenständige Gemeinde Mahlitzsch eingegliedert.
Mit Beginn des 20. Jahrhunderts war eine beträchtliche Bebauung über die Stadtgrenzen hinaus erfolgt. Nach 1958 begann die bis dahin größte Entwicklung des Wohnungsbaues. In Dommitzsch waren 1985 acht Betriebe oder Zweigbetriebe, drei Landwirtschaftsbetriebe, zwei PGH, 29 private Handwerksbetriebe, ein Dienstleistungsbetrieb, ein Landambulatorium, 24 Einzelhandelsgeschäfte, acht Gaststätten und ein Waldbad mit Campingplatz ansässig. Das Ministerium des Innern der DDR betrieb hier die „Schule des Nachrichtenwesens“ (Nachrichtentechnik), heute Außenstelle der Hochschule der Sächsischen Polizei (FH) (Fortbildungsbereich „Polizeiliche Informatik“).
Nach der Wiedervereinigung wurde Dommitzsch 1990 Teil des neu gegründeten Freistaats Sachsen. In der sächsischen Kreisreform 1994 wurde der nach 1990 als Landkreis weiter bestehende Kreis Torgau mit dem Landkreis Oschatz und Teilen des Landkreises Eilenburg zum Landkreis Torgau-Oschatz zusammengeschlossen. Dommitzsch war die kleinste der sieben Städte im neuen Landkreis.
Am 1. Januar 1999 wurde die Gemeinde Wörblitz mit den am 20. Juli 1950 eingegliederten Orten Greudnitz und Proschwitz nach Dommitzsch eingemeindet.
Die Gemeinden Dommitzsch, Elsnig und Trossin bildeten am 1. Januar 2000 eine Verwaltungsgemeinschaft zum gemeinsamen Erledigen einiger Verwaltungsaufgaben. Zum 1. August 2008 entstand im Zuge der Kreisreform 2008 aus den Nachbarkreisen Torgau-Oschatz und Delitzsch der Landkreis Nordsachsen mit zwölf Städten, von denen Dommitzsch mit 2198 Einwohnern (Stand: 31. Dezember 2024) die kleinste ist.

## Bevölkerung
| Jahr | Einwohner |
| ---- | --------- |
| 2002 | 3.234     |
| 2005 | 3.042     |
| 2010 | 2.735     |
| 2015 | 2.564     |
| 2020 | 2.426     |

| Jahr | Einwohner |
| ---- | --------- |
| 2021 | 2.403     |
| 2022 | 2.293     |
| 2023 | 2.213     |
| 2024 | 2.198     |

Stand: 31. Dezember des jeweiligen Jahres (Angaben des Statistischen Landesamtes Sachsen), ab 2011 auf Basis des Zensus 2011, ab 2022 auf Basis des Zensus 2022

## Religion
Durch die Reformation wurden die Bevölkerung und die Kirche von Dommitzsch in den 1520er Jahren lutherisch. Die Stadtkirche St. Marien gehört zum Kirchspiel Dommitzsch-Trossin im Kirchenkreis Torgau-Delitzsch der Evangelischen Kirche in Mitteldeutschland. Im Katholischen Pfarrhaus befindet sich eine Kapelle, die das Patrozinium Mariä Himmelfahrt trägt und zur Pfarrei Schmerzhafte Mutter mit Sitz in Torgau im Bistum Magdeburg gehört.

## Politik

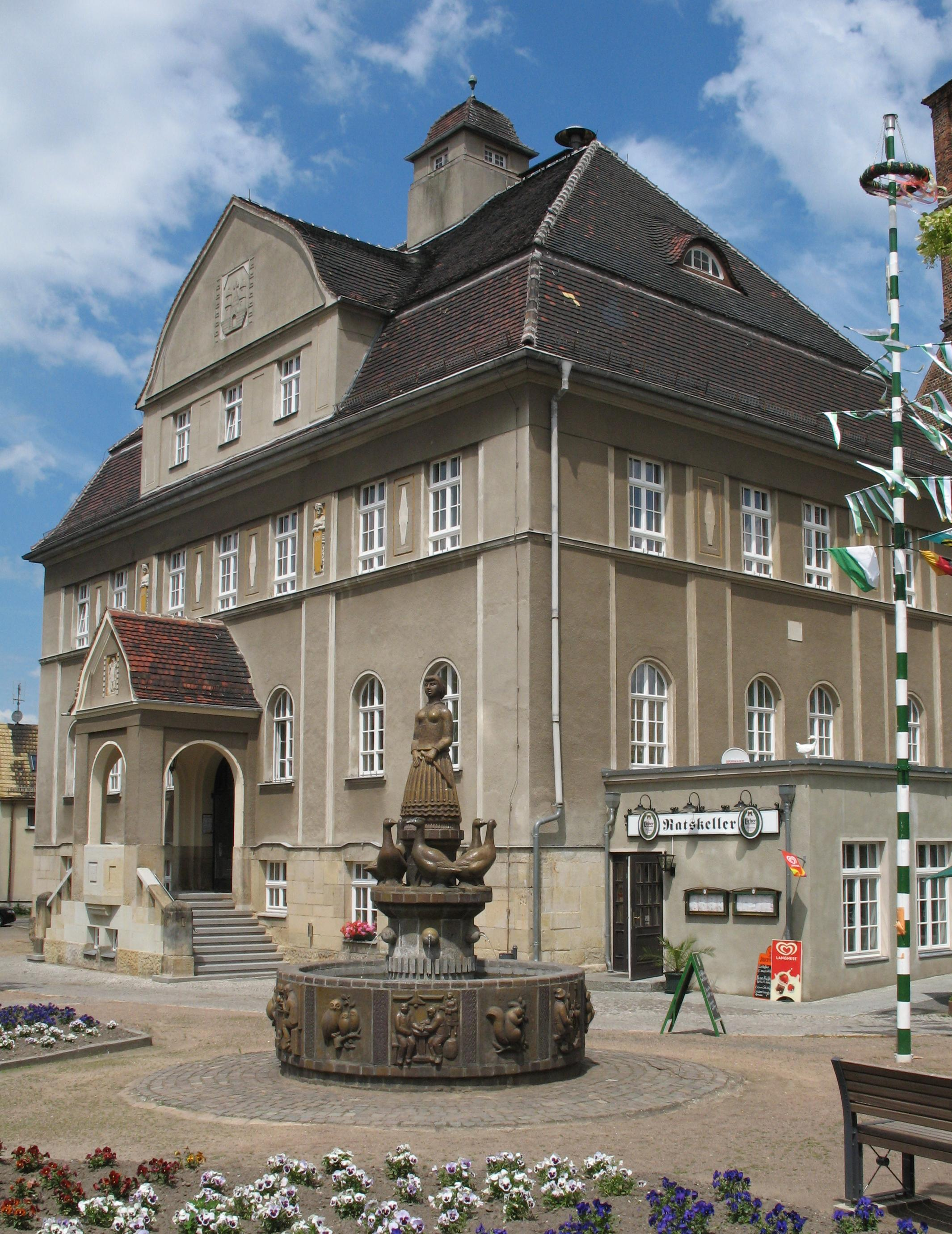
Rathaus

- Linke: 1
- SPD: 2
- FWGTO: 3
- CDU: 3
- AfD: 5

### Stadtrat
Seit der Stadtratswahl am 9. Juni 2024 verteilen sich die 14 Sitze des Stadtrates auf die einzelnen Parteien und Gruppierungen wie nebenstehend beschrieben. Ergebnisse früherer Wahlen sind tabellarisch aufgelistet.
| Liste                                   | 2024   | 2024   | 2019   | 2019   | 2014   | 2014   |
| Liste                                   | Sitze  | in %   | Sitze  | in %   | Sitze  | in %   |
| --------------------------------------- | ------ | ------ | ------ | ------ | ------ | ------ |
| AfD                                     | 5      | 33,5   | 4      | 25,5   | –      | –      |
| CDU                                     | 3      | 23,8   | 4      | 24,7   | 7      | 47,8   |
| Freie Wählergemeinschaft Torgau-Oschatz | 3      | 18,6   | 2      | 17,9   | 4      | 29,0   |
| SPD                                     | 2      | 16,5   | 3      | 18,5   | 1      | 8,3    |
| Linke                                   | 1      | 5,5    | 1      | 9,6    | 1      | 14,9   |
| Grüne                                   | –      | 2,2    | –      | 3,8    | –      | –      |
| Wahlbeteiligung                         | 65,5 % | 65,5 % | 54,9 % | 54,9 % | 42,5 % | 42,5 % |

### Bürgermeister
- 1994–2015: Harald Koch (SPD, seit 2001 CDU)
- 2015–2022: Heike Karau (parteilos)
- seit 2022: Bernd Schlobach (SPD)

Schlobach wurde am 12. Juni 2022 mit 52,4 % der gültigen Stimmen für eine Amtszeit von sieben Jahren gewählt.
| Wahl | Bürgermeister   | Vorschlag         | Wahlergebnis (in %) |
| ---- | --------------- | ----------------- | ------------------- |
| 2022 | Bernd Schlobach | SPD, Linke, Grüne | 52,4                |
| 2015 | Heike Karau     | Karau             | 51,3                |
| 2008 | Harald Koch     | CDU               | 62,4                |
| 2001 | Harald Koch     | CDU               | 99,3                |
| 1994 | Harald Koch     | SPD               | 89,8                |

## Wirtschaft und Infrastruktur

### Wirtschaft

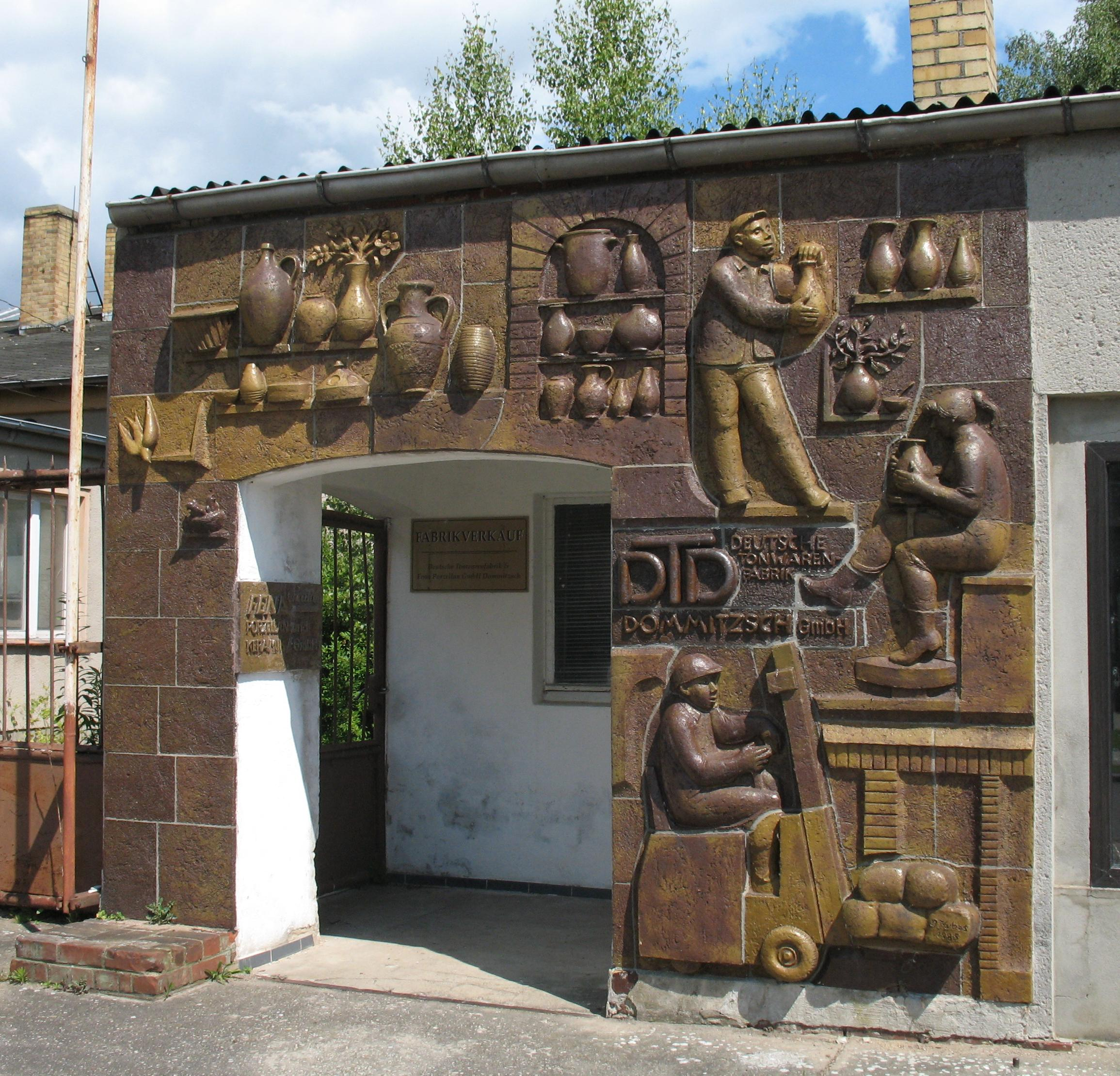
Deutsche Tonwarenfabrik

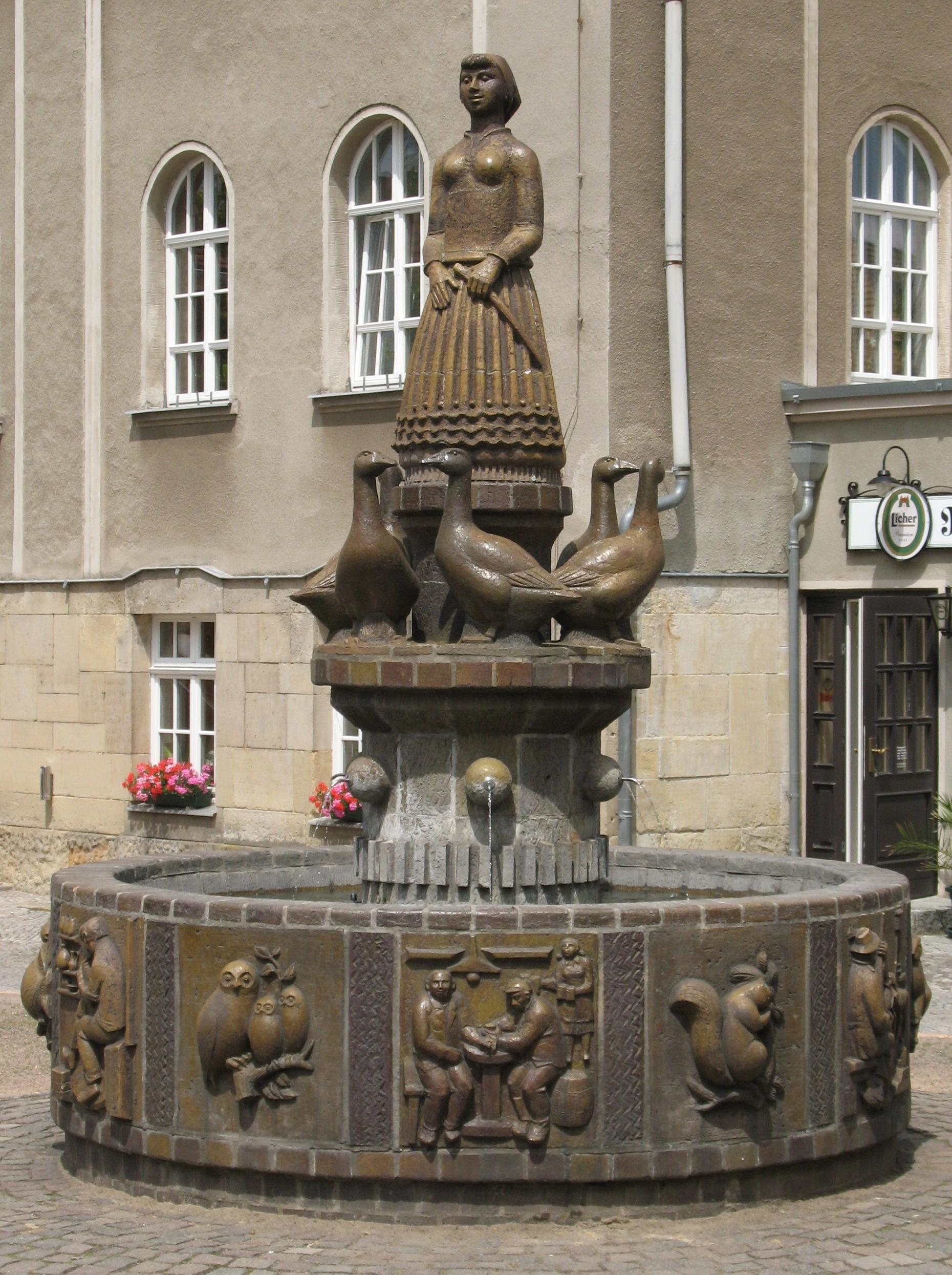
Gänsebrunnen

Einen hohen Bekanntheitsgrad erlangte die Stadt durch das Tonwerk. Zu ihren Erzeugnissen gehörten unter anderem Steinzeugwaren, Steinzeugröhren, Vieh- und Futtertröge, hochfeuerfeste Schamotte-Normal- und Formsteine, Schamottemörtel, Klinker, Viereckrohre, Dränröhren, Kabelsteine sowie Kunstwandplatten.
Es wurde ursprünglich 1873 von den Herren Granger & Hyan in Dommitzsch gegründet. Später ging die Firma über auf die AG für Wasserheizung und Wasserleitung, vormals Granger & Hyan.
Am 29. Juli 1882 übernahm die AG Splauer Tonwerke, eine Verblendsteinfabrik in Splau bei Bad Schmiedeberg, das Dommitzscher Unternehmen. Es wurde zunächst als eigenes Werk unter der Firma Dommitzscher Tonrohrwerke AG betrieben, im Juni 1883 aber mit dem Splauer Tonwerk unter der Firma Vereinigte Splauer und Dommitzscher Tonwerke AG zusammengeschlossen.
Laut Hauptversammlungsbeschluss vom 29. Juni 1905 erfolgte eine Änderung in Dommitzscher Tonwerke AG. Die Tonwerke wurden 1997 abgerissen und die Fläche als Industriegebiet ausgewiesen. Das Gelände ist bis heute teilweise ungenutzt. Das Modell der Tonwerke ist eine der Attraktionen im Heimatmuseum in der Torgauer Straße in Dommitzsch.

### Verkehr

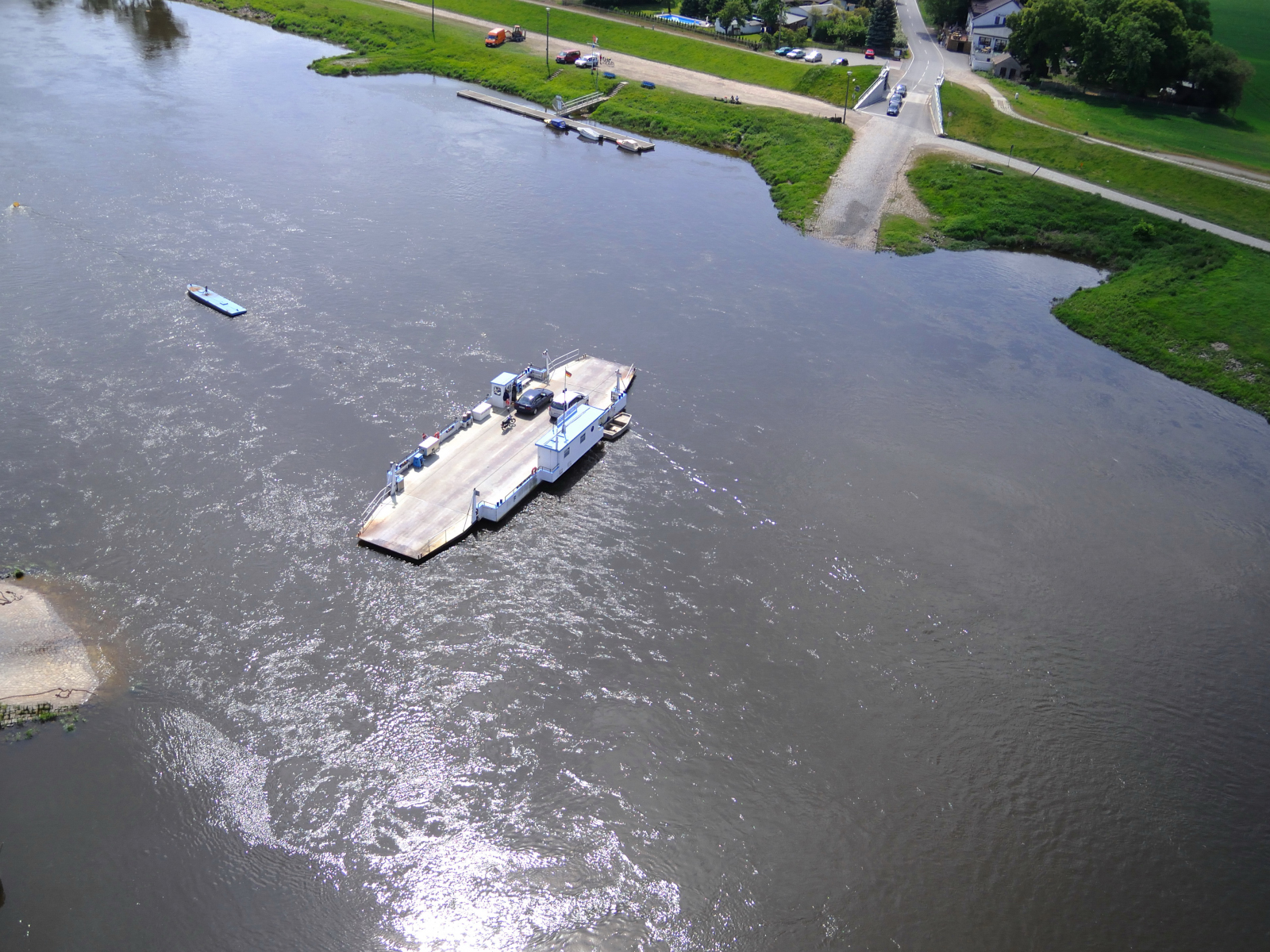
Elbfähre Dommitzsch–Prettin

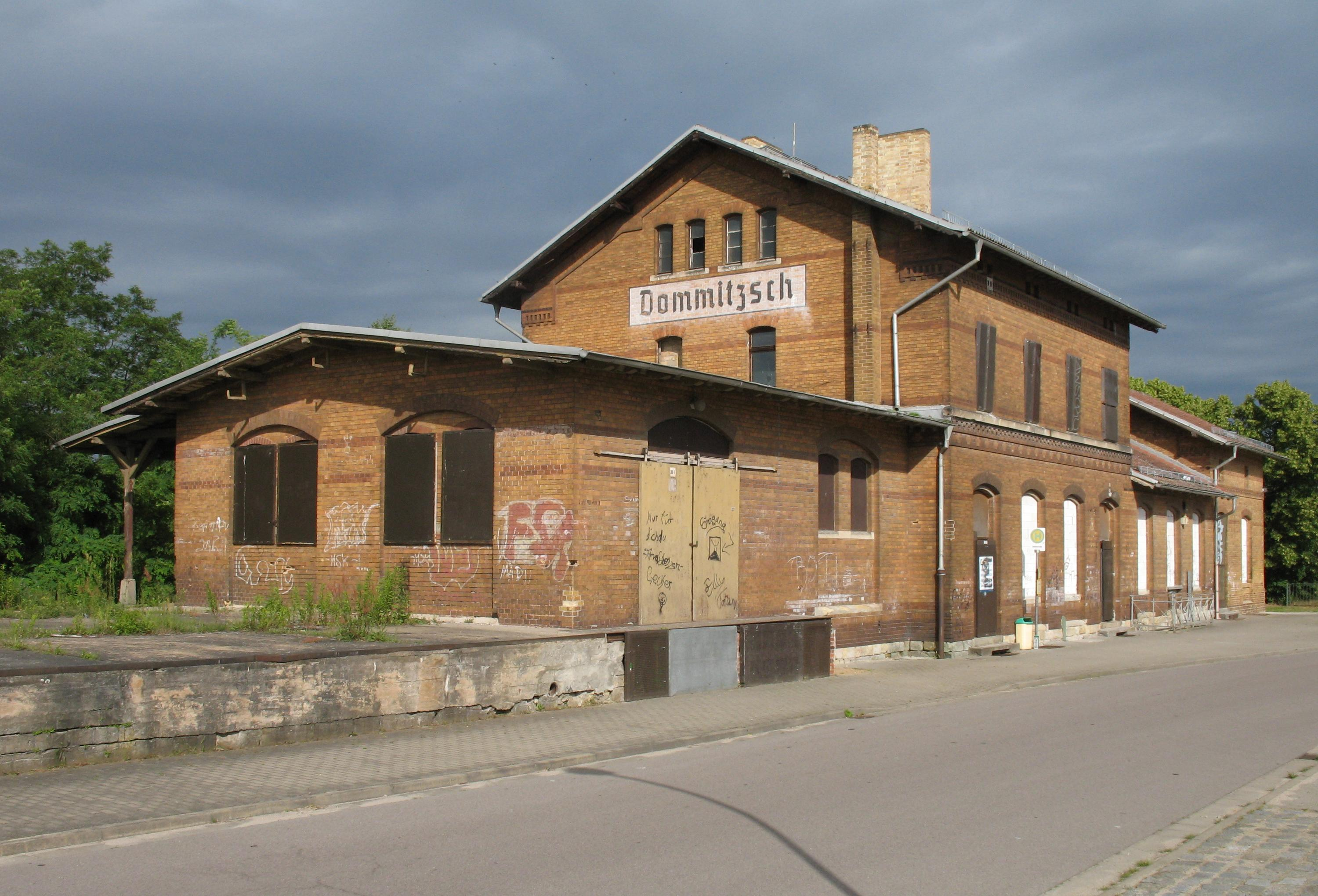
Ehemaliger Bahnhof Dommitzsch

Die Stadt Dommitzsch liegt an der Bundesstraße 182 von Lutherstadt Wittenberg nach Torgau. Die Bahnstrecke Pratau–Torgau hatte einen Haltepunkt im Ortsteil Wörblitz sowie einen Bahnhof in der Stadt Dommitzsch. Diese Eisenbahnstrecke ist jedoch zwischen Pretzsch und Torgau stillgelegt, und der Haltepunkt sowie der Bahnhof werden nicht mehr bedient. Eine Gierseilfähre verbindet Dommitzsch mit der Stadt Prettin auf dem östlichen Ufer der Elbe (Sachsen-Anhalt); in Prettin befand sich das KZ Lichtenburg.

## Persönlichkeiten

### Söhne und Töchter der Stadt
- Ernst Pfundt (1806–1871), Paukist
- Arwed von Fischer (1825–1897), General der Infanterie
- Hermann Oscar Rohleder (1866–1934), Mediziner
- Johannes Warneck (1867–1944), evangelischer Theologe und Missionar
- Martin Warneck (1869–1943), Verlagsbuchhändler
- Max Kupfer (1897–nach 1977), Marineoffizier, Politiker (CDU) und Bürgermeister von Neumünster
- Erich Köchermann (1904–1964), Leichtathlet (Weitspringer)
- Werner Oertelt (* 1929), FDGB-Funktionär, in Greudnitz geboren
- Wolfgang Pohrt (1945–2018), Sozialwissenschaftler und Publizist
- Frederik Jäkel (* 2001), Fußballspieler

### Mit Dommitzsch verbundene Persönlichkeiten
- Johann Andreas Siepius (1701–1779), Pfarrer in Dommitzsch
- Christian Gotthold Contius (1750–1816), Pfarrer in Dommitzsch
- Georg Graupe (1879–1959), Politiker (SPD), Bürgermeister von Dommitzsch
- Leo Wanzke (1905–nach 1955), FDGB-Funktionär, Vorsitzender der SED-Ortsgruppe Dommitzsch